# Matt Milon
Matthew Richard Milon, detto Matt (Gainesville, 26 maggio 1996), è un cestista statunitense.